# NGC 4462
NGC 4462 est une galaxie spirale barrée située dans la constellation du Corbeau. NGC 4462 a été découverte par l'astronome germano-britannique William Herschel en 1789.

## Caractéristiques

### Distance
Sa vitesse par rapport au fond diffus cosmologique est de 2 129 ± 24 km/s, ce qui correspond à une distance de Hubble de 31,4 ± 2,2 Mpc (∼102 millions d'al).
À ce jour, huit mesures non basées sur le décalage vers le rouge (redshift) donnent une distance de 25,275 ± 2,275 Mpc (∼82,4 millions d'al), ce qui est légèrement à l'extérieur des valeurs de la distance de Hubble. Notons cependant que c'est avec la valeur moyenne des mesures indépendantes, lorsqu'elles existent, que la base de données NASA/IPAC calcule le diamètre d'une galaxie et qu'en conséquence le diamètre de NGC 4462 pourrait être d'environ 40,2 kpc (∼131 000 al) si on utilisait la distance de Hubble pour le calculer.

## Supernova
La supernova SN 1998bn a été découverte dans NGC 4462 le 17 avril 1998 par  W. D. Li, M. Modjaz, R. R. Treffers et A. V. Filippenko de l'université de Californie à Berkeley dans le cadre du programme LOSS (Lick Observatory Supernova Search) de l'observatoire Lick. Cette supernova était de type Ia.